# Bilomo
Bilomo est un village du Cameroun, situé dans la commune de Mbangassina, dans la région du Centre et le département du Mbam-et-Kim.

## Histoire
Bilomo est un village du Cameroun

## Personnalités liées au village
- Charles Okala (1910-1973), personnalité politique camerounaise, ancien ministre, ambassadeur et membre du Sénat français.